# Cafeteros de Yauco 2019
Questa voce raccoglie le informazioni riguardanti i Cafeteros de Yauco nelle competizioni ufficiali della stagione 2019.

## Organigramma societario
Area direttiva
- Presidente: Jorge Báez

Area tecnica
- Primo allenatore: Héctor Rodríguez (fino a giugno), Abel Franceschi (da giugno)

## Rosa
| N° | Nome             | Ruolo | Data di nascita  | Nazionalità sportiva |
| -- | ---------------- | ----- | ---------------- | -------------------- |
| 2  | Yadiel Nadal     | P     | 9 agosto 1997    | Porto Rico           |
| 3  | Bolívar Bermúdez | L     | -                | Porto Rico           |
| 5  | Gabriel Rosado   | P     | 20 ottobre 1995  | Porto Rico           |
| 6  | Josué Rivera     | S     | 14 aprile 1992   | Porto Rico           |
| 7  | Carlos Rondón    | O     | 30 dicembre 1996 | Porto Rico           |
| 8  | Josué Núñez      | C     | 9 maggio 1985    | Porto Rico           |
| 9  | Pedro Molina     | S     | 7 aprile 1999    | Porto Rico           |
| 10 | Iván Fernández   | C     | 27 ottobre 1997  | Porto Rico           |
| 11 | Ricardo Massanet | L     | 11 gennaio 1998  | Porto Rico           |
| 12 | Sergio Figueroa  | S     | 2 gennaio 1996   | Porto Rico           |
| 13 | Anthony Negrón   | C     | -                | Porto Rico           |
| 14 | Ismeri Rosa      | C/O   | 26 ottobre 1997  | Porto Rico           |
| 15 | Luis Bertrán     | L     | 22 agosto 1994   | Porto Rico           |
| 16 | Javier Rodríguez | O     | 15 agosto 1997   | Porto Rico           |

## Mercato
| Acquisti | Acquisti         | Acquisti             | Acquisti   |
| R.       | Nome             | da                   | Modalità   |
| -------- | ---------------- | -------------------- | ---------- |
| P        | Yadiel Nadal     | Católica             | definitivo |
| L        | Bolívar Bermúdez | -                    | definitivo |
| P        | Gabriel Rosado   | Mets de Guaynabo     | definitivo |
| S        | Josué Rivera     | Llaneros de Toa Baja | definitivo |
| C        | Josué Núñez      | -                    | definitivo |
| S        | Pedro Molina     | Mets de Guaynabo     | definitivo |
| C        | Iván Fernández   | Gigantes de Adjuntas | definitivo |
| L        | Ricardo Massanet | Católica             | definitivo |
| C        | Anthony Negrón   | Changos de Naranjito | definitivo |
| C/O      | Ismeri Rosa      | Interamericana PR    | definitivo |
| L        | Luis Bertrán     | -                    | definitivo |

| Cessioni | Cessioni             | Cessioni             | Cessioni   |
| R.       | Nome                 | a                    | Modalità   |
| -------- | -------------------- | -------------------- | ---------- |
| L        | Pedro Cabrera        | Changos de Naranjito | definitivo |
| S        | Cristian Encarnación | Mets de Guaynabo     | definitivo |
| C        | José Quiñones        | -                    | ritirato   |
| S        | Edgardo Cartagena    | Malory Eagles        | definitivo |
| P        | Christian Torres     | -                    | ritirato   |
| C        | Arnel de Jesús       | Mulos de Juncos      | definitivo |
| L        | Ónix Torres          | -                    | ritirato   |
| C        | Alexis Colón         | Mets de Guaynabo     | definitivo |
| O        | Jon Rivera           | -                    | ritirato   |
| P        | Amaury Miranda       | Mets de Guaynabo     | definitivo |
| L        | Bolívar Bermúdez     | -                    | definitivo |

## Risultati

### LVSM

#### Regular season
| 1ª giornata - 6 giugno 2019 Coliseo Raúl "Pipote" Oliveras, Yauco        | Cafeteros de Yauco       | 3 - 2 | Caribes de San Sebastián | 25-22, 27-29, 17-25, 30-28, 15-12 |
| 2ª giornata - 9 giugno 2019 Coliseo Rafael G. Amalbert, Juncos           | Mulos de Juncos          | 3 - 1 | Cafeteros de Yauco       | 25-16, 22-25, 25-18, 25-17        |
| 3ª giornata - 12 giugno 2019 Palacio de Recreación y Deportes, Mayagüez  | Indios de Mayagüez       | 3 - 1 | Cafeteros de Yauco       | 25-8, 21-25, 25-19, 25-19         |
| 4ª giornata - 14 giugno 2019 Coliseo Raúl "Pipote" Oliveras, Yauco       | Cafeteros de Yauco       | 3 - 2 | Indios de Mayagüez       | 25-22, 25-16, 20-25, 23-25, 18-16 |
| 5ª giornata - 16 giugno 2019 Coliseo Raúl "Pipote" Oliveras, Yauco       | Cafeteros de Yauco       | 2 - 3 | Mulos de Juncos          | 18-25, 26-24, 25-20, 23-25, 11-15 |
| 6ª giornata - 19 giugno 2019 Coliseo Raúl "Pipote" Oliveras, Yauco       | Cafeteros de Yauco       | 3 - 2 | Mets de Guaynabo         | 25-18, 22-25, 32-34, 25-23, 15-13 |
| 7ª giornata - 21 giugno 2019 Coliseo Raúl "Pipote" Oliveras, Yauco       | Cafeteros de Yauco       | 1 - 3 | Caribes de San Sebastián | 19-25, 19-25, 25-19, 20-25        |
| 8ª giornata - 23 giugno 2019 Coliseo Raúl "Pipote" Oliveras, Yauco       | Cafeteros de Yauco       | 0 - 3 | Indios de Mayagüez       | 22-25, 17-25, 18-25               |
| 9ª giornata - 25 giugno 2019 Coliseo Mario Morales, Guaynabo             | Mets de Guaynabo         | 2 - 3 | Cafeteros de Yauco       | 23-25, 21-25, 23-25, 25-19, 12-15 |
| 10ª giornata - 28 giugno 2019 Coliseo Gelito Ortega, Naranjito           | Changos de Naranjito     | 3 - 1 | Cafeteros de Yauco       | 25-23, 18-25, 25-18, 25-21        |
| 11ª giornata - 30 giugno 2019 Coliseo Raúl "Pipote" Oliveras, Yauco      | Cafeteros de Yauco       | 0 - 3 | Changos de Naranjito     | 21-25, 22-25, 21-25               |
| 12ª giornata - 2 luglio 2019 Coliseo Raúl "Pipote" Oliveras, Yauco       | Cafeteros de Yauco       | 0 - 3 | Changos de Naranjito     | 24-26, 22-25, 24-26               |
| 13ª giornata - 4 luglio 2019 Coliseo Mario Morales, Guaynabo             | Mets de Guaynabo         | 3 - 0 | Cafeteros de Yauco       | 25-19, 25-22, 25-17               |
| 14ª giornata - 6 luglio 2019 Coliseo Gelito Ortega, Naranjito            | Changos de Naranjito     | 3 - 0 | Cafeteros de Yauco       | 25-15, 25-20, 25-13               |
| 15ª giornata - 10 luglio 2019 Coliseo Luis Aymat Cardona, San Sebastián  | Caribes de San Sebastián | 3 - 0 | Cafeteros de Yauco       | 25-21, 29-27, 25-23               |
| 16ª giornata - 12 luglio 2019 Coliseo Raúl "Pipote" Oliveras, Yauco      | Cafeteros de Yauco       | 1 - 3 | Mets de Guaynabo         | 13-25, 25-22, 22-25, 20-25        |
| 17ª giornata - 14 luglio 2019 Coliseo Rafael G. Amalbert, Juncos         | Mulos de Juncos          | 3 - 0 | Cafeteros de Yauco       | 25-18, 25-21, 25-23               |
| 18ª giornata - 18 luglio 2019 Coliseo Luis Aymat Cardona, San Sebastián  | Caribes de San Sebastián | 0 - 3 | Cafeteros de Yauco       | 23-25, 25-27, 20-25               |
| 19ª giornata - 20 luglio 2019 Coliseo Raúl "Pipote" Oliveras, Yauco      | Cafeteros de Yauco       | 2 - 3 | Mulos de Juncos          | 23-25, 25-22, 18-25, 28-26, 8-15  |
| 20ª giornata - 22 luglio 2019 Palacio de Recreación y Deportes, Mayagüez | Indios de Mayagüez       | 3 - 0 | Cafeteros de Yauco       | 25-19, 25-18, 25-17               |

## Statistiche

### Statistiche di squadra
| Competizione | Punti | In casa | In casa | In casa | In trasferta | In trasferta | In trasferta | Totale | Totale | Totale |
| Competizione | Punti | G       | V       | P       | G            | V            | P            | G      | V      | P      |
| ------------ | ----- | ------- | ------- | ------- | ------------ | ------------ | ------------ | ------ | ------ | ------ |
| LVSM         | 13    | 10      | 3       | 7       | 10           | 2            | 8            | 10     | 5      | 15     |
| Totale       | -     | 10      | 3       | 7       | 10           | 2            | 8            | 10     | 5      | 15     |

G = partite giocate; V = partite vinte; P = partite perse